# Егвала Анбеса
Егвала Анбеса — самопроголошений негус Ефіопії. Був християнином, походив з народності оромо.